# T 174
| T 174                | T 174 |
| T 174-1              | T 174-1 |
| -------------------- | --- |
| Hersteller:          | VEB Weimar-Werk                                                                                              |
| Produktionszeitraum: | von 1965 bis 1992                                                                                            |
| Vorgängermodell:     | T 172 |
| Nachfolgemodell:     | T 185 |
| Motorbezeichnung:    | 2 KVD 14,5/12 SRL später abgelöst durch 2 VD 14,5/12-1 SRL (ZweizylinderviertaktDieselmotor mit Luftkühlung) |
| Motorleistung:       | 25 kW |
| Motorenhersteller:   | VEB Dieselmotorenwerk Schönebeck                                                                             |
| Getriebe:            | mechanisches Vierganggetriebe mit Rückwärtsgang                                                              |
| Schwenkbereich:      | 360°, fortlaufend                                                                                            |
| Masse:               | 8500 kg |
| Länge:               | 6800 mm |
| Höhe:                | 3600 mm |
| Breite:              | 2500 mm |

Der T 174 ist ein ab 1965 im VEB Weimar-Werk gebauter Mobilbagger. Das Ladewerk wurde hydraulisch, Drehwerk und Fahrwerk mechanisch, angetrieben.

## Das Grundmodell T 174
Der T 174 ist eine Weiterentwicklung des T 172 und war in der Landwirtschaft, im Bauwesen und in anderen Industriezweigen der DDR stark verbreitet. Die Einführung des T 174 begann 1965. Das Grundgerät (Unterwagen mit Radlaufwerk und Oberwagen mit Antriebs- und Bedienelementen und dem Auslegeranschlussstück) konnte wahlweise für mechanischen Seilzugbetrieb, hydraulischen Greifer- oder hydraulischen Baggerbetrieb ausgerüstet werden.
Es können diverse Anbauwerkzeuge wie z. B. Tiefbaggerausrüstung oder Mehrschalengreifer montiert werden. Der T 174 ist mit Allradantrieb und Differentialsperre sowie einem selbstsperrenden hydraulischen Pendelausgleich ausgestattet.
Die Eigenfahrgeschwindigkeit beträgt 18 km/h.

## Weitere Modelle

### T 174-1
Bei der ersten überarbeiteten Version wurden im Hinblick auf die Serienproduktion Maßnahmen zur Materialökonomie getroffen, um den Bau und die spätere Wartung effizienter zu gestalten.

### T 174-2
Ab 1972 war eine weitere Version verfügbar. Wesentliche Veränderungen brachte die Überarbeitung des Unterwagens und die Anbringung einer hydraulischen Abstützung. Dies ermöglichte eine Steigerung der Tragfähigkeit auf 2,5 t. Außerdem wurde eine luftdruckunterstützte Bremse ähnlich wie beim LKW W50 eingebaut.

### T 174-2A und T 174-2B
Der T 174-2A war eine Weiterentwicklung des T 174-2, welcher unter anderem mit einer Tragfähigkeitsanzeige ausgestattet wurde.
Die spätere Version T 174-2B erhielt neben einem zusätzlichen Hauptbremszylinder und Bremskraftverstärker auch einen luftgefederten Fahrersitz und einen Hydraulikölkühler, einen Drehservo mit dazugehörigem Steuerventil sowie eine LKW-Anhängerkupplung. Der T 174-2B wurde fast ausschließlich in dem bekannten Maisgrün ausgeliefert und erhielt neben dem Fortschritt-Schriftzug erstmals den Weimar-Schriftzug.

## Galerie

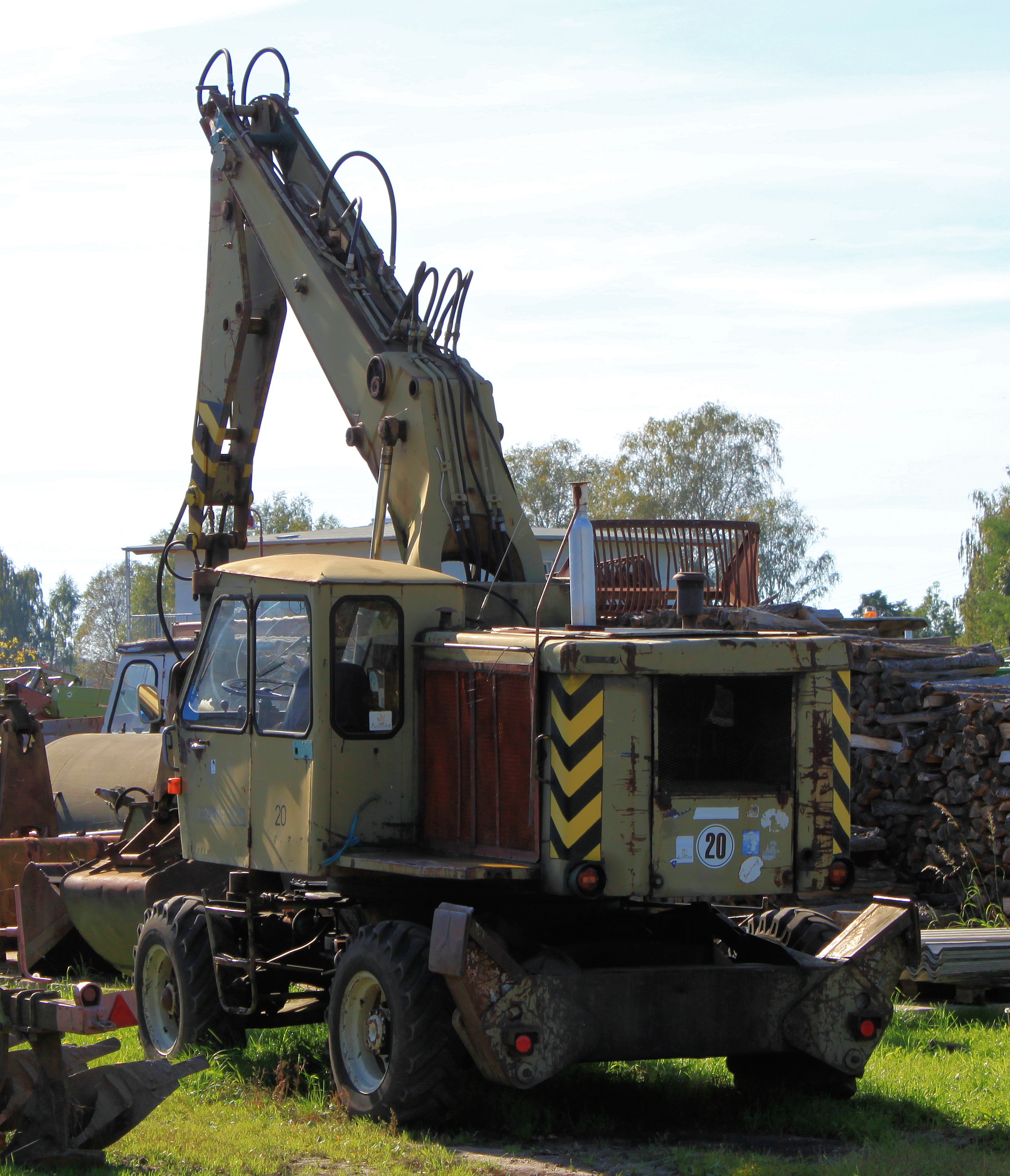
T 174-2 mit hydraulischer Abstützung
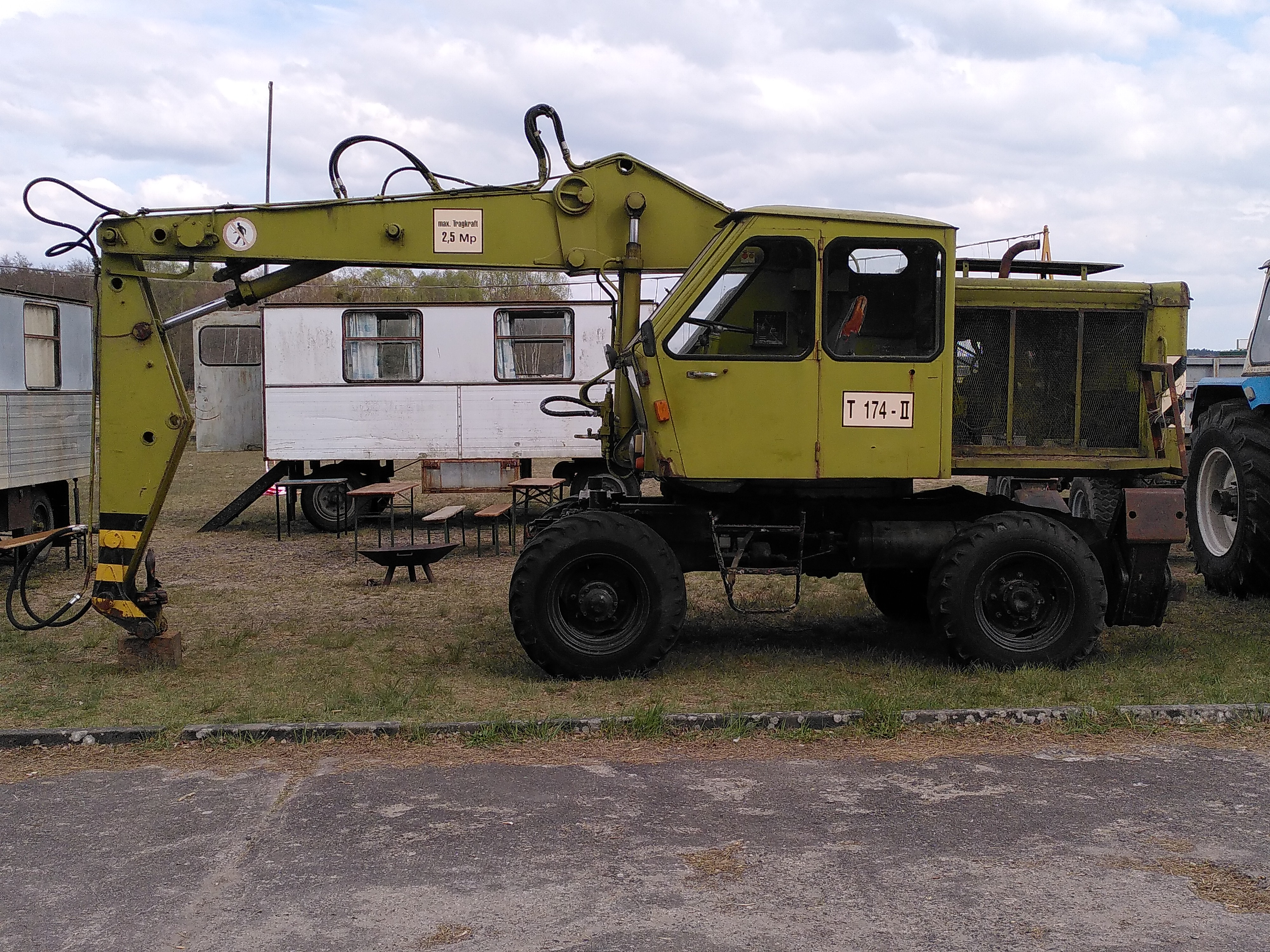
T 174-2 Seitenansicht
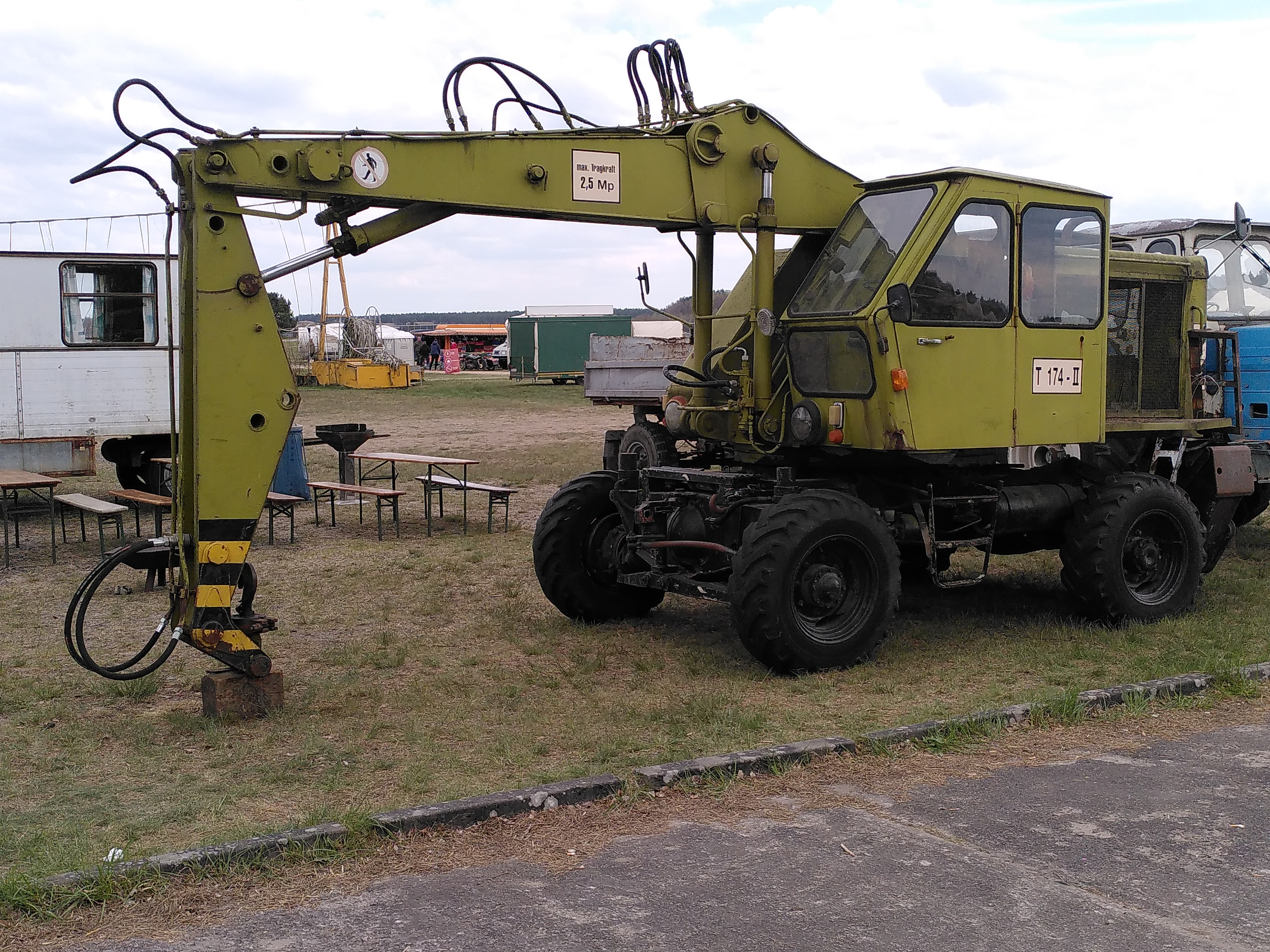
T 174-2 Vorderansicht
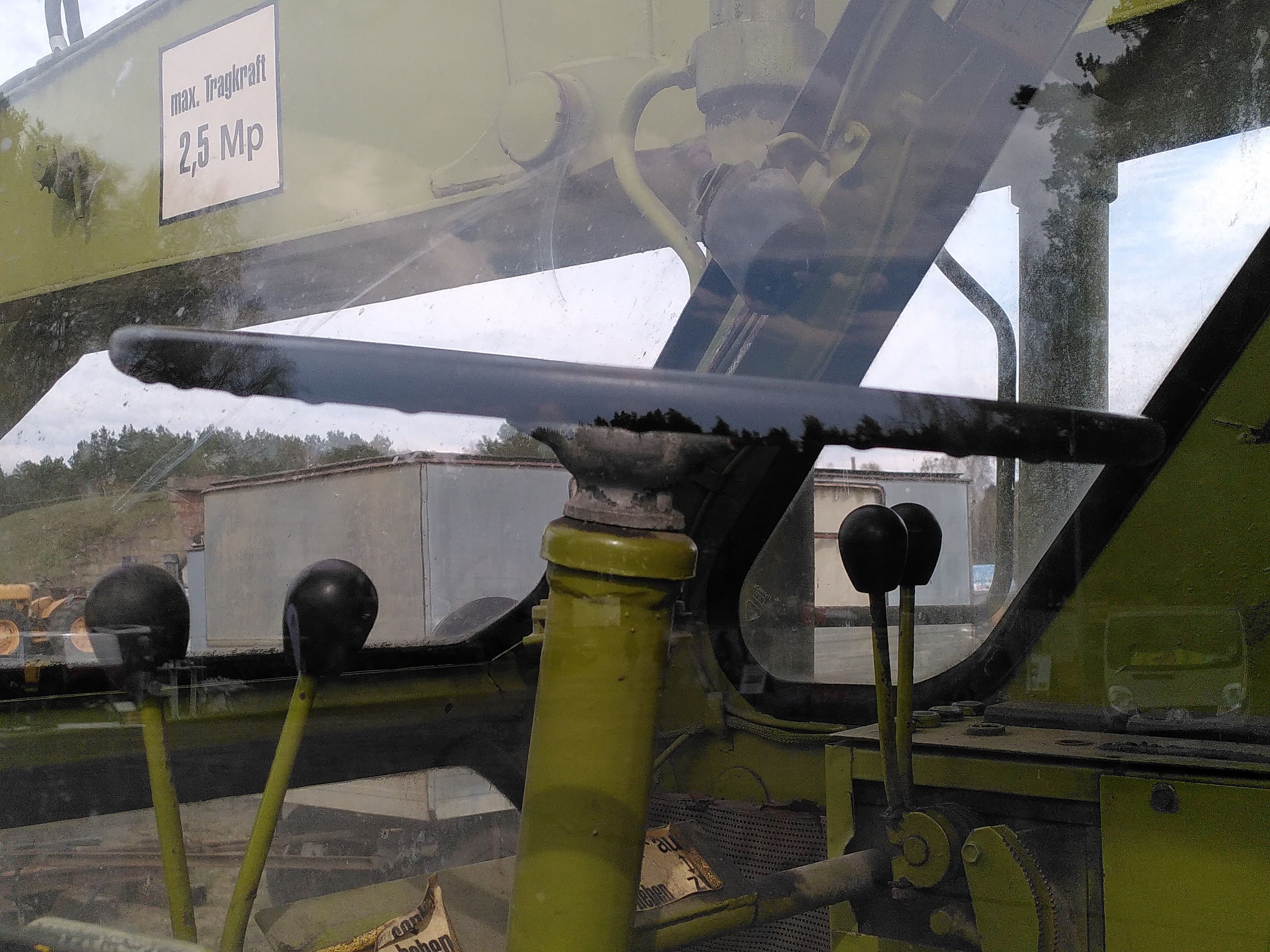
T 174-2 Kabine